# Нельсонвілл (Вісконсин)
Нельсонвілл (англ. Nelsonville) — селище (англ. village) в США, в окрузі Портедж штату Вісконсин. Населення — 158 осіб (2020).

## Географія
Нельсонвілл розташований за координатами 44°29′25″ пн. ш. 89°18′13″ зх. д. / 44.49028° пн. ш. 89.30361° зх. д. (44.490218, -89.303556).  За даними Бюро перепису населення США в 2010 році селище мало площу 2,71 км², з яких 2,67 км² — суходіл та 0,04 км² — водойми.

## Демографія
Згідно з переписом 2010 року, у селищі мешкало 155 осіб у 61 домогосподарстві у складі 39 родин. Густота населення становила 57 осіб/км².  Було 67 помешкань (25/км²).
Расовий склад населення:
| - 96,8 % — білих - 0,6 % — чорних або афроамериканців |

До двох чи більше рас належало 1,9 %. Частка іспаномовних становила 1,3 % від усіх жителів.
За віковим діапазоном населення розподілялося таким чином: 25,8 % — особи молодші 18 років, 59,4 % — особи у віці 18—64 років, 14,8 % — особи у віці 65 років та старші. Медіана віку мешканця становила 42,5 року. На 100 осіб жіночої статі у селищі припадало 101,3 чоловіків;  на 100 жінок у віці від 18 років та старших — 117,0 чоловіків також старших 18 років.
Середній дохід на одне домашнє господарство  становив 60 488 доларів США (медіана — 56 563), а середній дохід на одну сім'ю — 73 266 доларів (медіана — 74 375). Медіана доходів становила 50 417 доларів для чоловіків та 27 250 доларів для жінок. За межею бідності перебувало 3,4 % осіб, у тому числі 0,0 % дітей у віці до 18 років та 0,0 % осіб у віці 65 років та старших.
Цивільне працевлаштоване населення становило 52 особи. Основні галузі зайнятості: освіта, охорона здоров'я та соціальна допомога — 19,2 %, мистецтво, розваги та відпочинок — 17,3 %, фінанси, страхування та нерухомість — 15,4 %, сільське господарство, лісництво, риболовля — 15,4 %.